# Кепулауан-Анамбас
Кепулауан-Анамбас (индон. Kepulauan Anambas) — округ в индонезийской провинции Кепулауан-Риау. Выделен из округа Натуна в 2008 году.
Округ расположен на одноимённом архипелаге. Располагает обширными запасами природного газа, который экспортируется в Сингапур и Малайзию. Остров Матак является базой поиска нефтяных месторождений.
Крупнейший остров округа, Пулау-Бауа (Pulau Bawah), представляет собой лагуну с прозрачной водой и кораллами. В глубине острова находится водопад. Затонувшие суда стали местом обитания морских растений и животных, что создало интересные места для подводного плавания.

## Население
Согласно переписи 2010 года, население округа составляло около 37 411 человек. Перепись 2020 года показала увеличение населения до 47 402 человек. Официальная оценка на середину 2023 года составила 50 140 человек.